# 涼宮ハルヒシリーズ
涼宮ハルヒシリーズ（すずみやハルヒシリーズ）は、『涼宮ハルヒの憂鬱』（すずみやハルヒのゆううつ）をはじめとした日本のライトノベルシリーズ。作者は谷川流、イラストはいとうのいぢ。角川スニーカー文庫（角川書店）より2003年6月から刊行されている。2019年1月からは角川文庫からも刊行されている。
第8回スニーカー大賞大賞受賞作。『このライトノベルがすごい!』2005年版で作品部門第1位。

## 概要
エキセントリックな女子高校生・涼宮ハルヒが設立した学校非公式クラブSOS団のメンバーを中心に展開する、「ビミョーに非日常系学園ストーリー」。物語は、ごく普遍的な高校生活の緻密な描写と、実は荒唐無稽な展開を組み合わせた内容となっており、男子高校生キョンの視点から一人称形式で進行する。
作者の谷川は「『うる星やつら』、高橋留美子さんのというよりもむしろ無意識に出てしまっているのは押井守さんのほうです。『うる星やつら2 ビューティフル・ドリーマー』が好きだった」と話している。
2005年9月にはツガノガクによる漫画版が『月刊少年エース』にて連載開始。2006年4月よりテレビアニメ『涼宮ハルヒの憂鬱』が独立UHF局をはじめとする各局で放送された。2009年4月よりテレビアニメが2006年版の回に新作を加えて放送された。さらに、劇場版『涼宮ハルヒの消失』が2010年2月6日より公開された。
スピンオフ作品のアニメ化もなされており、2009年には『涼宮ハルヒちゃんの憂鬱』『にょろーん、ちゅるやさん』がYouTubeで配信されたほか、2015年には『長門有希ちゃんの消失』がテレビアニメ化された。
2017年4月から、『World Trek English Communication』（桐原書店 刊）に高校英語教材として『Haruhi, an Amazing Girl』という名前で載っている（ライトノベル1巻にて、キョンがハルヒに会うところのみ）。
2019年には1月から5か月連続刊行（毎月2巻ごと刊行）として角川文庫からも『涼宮ハルヒシリーズ』が刊行された。表紙は岩倉しおりの写真を使用しているほか、各巻に解説が収録されている。
タイトルについて谷川は作品を無題で書き続け印刷をしたが、応募する際に「無題で応募するのはダメだろう」と考え、本棚にあった吉野朔実の『栗林かなえの犯罪』が目に留まり「よしこれをパクろう！」として『涼宮ハルヒの憂鬱』となった。

## ヒット・売れ方
第1作である『涼宮ハルヒの憂鬱』は第8回スニーカー大賞<大賞>を受賞。他『このライトノベルがすごい!』2005年版で作品部門1位を獲得したのをはじめとし、2006年版で6位、2007年版、2008年版でそれぞれ2位と常に上位をキープしており、2005年版から4年連続でベスト10入りした唯一の作品であった。また2012年版でも8位を獲得している。
ライトノベルの中では最も成功した作品のひとつであるとも評される。天真爛漫なヒロインに周囲が振り回されるという「お祭り騒ぎ的な要素」が、ヒット当時の時代性に合致していたとも言われる。KADOKAWAの佐藤辰男によれば、ヒロイン像は「『エヴァンゲリオン』以来の女の子のキャラクターの特徴をカテゴライズして、涼宮ハルヒを始めとする3人の女の子キャラに貼り付けたもの」という。
『涼宮ハルヒの驚愕』の初版部数は前後編ともに51万3000部で、2018年の時点でも破られていないライトノベル史上最多の記録を打ち立てた。
2011年6月時点で文庫本の累計発行部数は800万部を突破し、2017年12月時点で全世界シリーズ累計発行部数は2000万部を突破している。

## 長期の中断
テレビアニメの放送後、2007年4月に出版された第9巻『涼宮ハルヒの分裂』を境に4年間に渡って新刊の発表が中断されていたが、2010年4月30日発売の『ザ・スニーカー』2010年6月号にて、続刊の内容の一部が先行掲載され、翌年の2011年5月25日に第10・11巻となる『涼宮ハルヒの驚愕』前後編がアジア5か国・地域で同時に出版された。
その2年後の2013年4月26日「いとうのいぢ画集 ハルヒ百花」で短編が掲載。
さらに約5年後、休刊となった雑誌「ザ・スニーカー」が、30周年を記念して1号限りの復活が決定したため、2018年10月31日に特別号「ザ・スニーカーLEGEND」において書き下ろし短編「七不思議オーバータイム」が掲載された。
そして、その約1年半後である2020年11月25日には、新刊である第12巻『涼宮ハルヒの直観』が発売された。前作から約9年半振りの新刊発売である。

## あらすじ
「東中出身、涼宮ハルヒ。ただの人間には興味ありません。この中に宇宙人、未来人、異世界人、超能力者がいたら、あたしのところに来なさい。以上。」
高校入学早々、この突飛な自己紹介をした涼宮ハルヒ。美少女なのだが、その性格・言動は変人そのものであり、クラスの中で孤立していた。しかし、そんなハルヒに好奇心で話しかけた「ただの人間」である、キョンとだけは会話をするようになる。
ゴールデンウィークも過ぎたある日、校内に自分が楽しめる部活がないことを嘆いていたハルヒは、キョンの発言をきっかけに自分で新しい部活を作ることを思いつく。キョンを引き連れて文芸部部室を占領し、また、唯一の文芸部員であった長門有希を巻き込み、メイド兼マスコットとして上級生の朝比奈みくるを「任意同行」と称し拉致。さらに5月という中途半端な時期に転校してきたという理由で古泉一樹（ハルヒ曰く「謎の転校生」）を加入させ、「宇宙人や未来人や超能力者を探し出して一緒に遊ぶこと」を目的とした新クラブ「SOS団」を発足させる。
ところが団員として集まったキョン以外の3人は、それぞれ本物の宇宙人、未来人、超能力者であり、キョンはSOS団の結成と前後して、3人からそれぞれ正体を打ち明けられる。彼らが言うには、ありふれた日常に退屈し非日常を渇望しているハルヒこそ、彼らにとって解析不可能な超常現象を引き起こす原因となっている未知の存在なのだが、ハルヒ本人にはその自覚がないのだといい、彼らはそのことを彼女自身に悟られずに観察するため派遣されてきたのだという。当初は虚偽申告だと思っていたキョンも、間もなく実際に超常現象に巻き込まれて命の危険に晒されたことにより、彼らの言葉を信じざるを得なくなる。
そしてキョンとSOS団の団員たちは、非日常を待ち望んでいるハルヒ本人に事実を悟られないように注意しつつ、ハルヒ自身が無自覚な発生源となっている超常現象を秘密裏に解決したり、宇宙人や未来人や超能力者たちの勢力の思惑に振り回されたり、ハルヒが気紛れで引き起こしたり持ち込んだりする日常的なトラブルに付き合ったりする日々を過ごすことになる。

## 登場人物
キョン
主人公であり物語の語り手である男子高校生。SOS団で唯一の特殊能力を持たない普通の人間として、日常あるいは非日常の出来事に関わる。「キョン」とはあだ名で本名は不明。
涼宮 ハルヒ（すずみや はるひ）
ヒロイン。キョンの同級生でSOS団の団長。非日常を求めて様々な騒動を巻き起こすが、自分が実際に超常的な能力を持ち超常的な存在から着目されていることは知らされておらず、常に事件の中心にありながら蚊帳の外に置かれている人物。
長門 有希（ながと ゆき）
SOS団の団員。無口でいつも本を読んでいる文芸部員。その正体は情報統合思念体によって造られた対有機生命体コンタクト用ヒューマノイド・インターフェース（≒宇宙人）であり、人間離れした能力の数々を行使することができる。
朝比奈 みくる（あさひな みくる）
SOS団の団員。小柄で可愛らしい容姿の上級生。その正体はハルヒを監視するためにこの時代に駐在している未来人だが、任務について「なぜそうすべきなのか」をほとんど知らされていないため、何が起きても大抵は右往左往するばかりである。
古泉 一樹（こいずみ いつき）
SOS団の団員にして、副団長。常にイエスマンとしてハルヒに従う美形の男子生徒。その正体は超能力者であり、「機関」による組織力でSOS団を裏から支え、非日常的な出来事の解説役も担う。
朝倉 涼子（あさくら りょうこ）
キョンやハルヒの同級生だが、実は長門有希と同じ勢力の異なる派閥（情報統合思念体の急進派）に属する宇宙人。独断でキョンの殺害を企てたために長門と敵対し敗れ、消滅するが、その後も幾度か復活し様々な立場を演じる。
鶴屋さん（つるやさん）
朝比奈みくるの同級生。SOS団の裏事情を察しつつも、名誉顧問として一歩離れた立場から彼らを応援する。
キョンの妹（キョンのいもうと）
キョンの妹で小学生。子供っぽい容姿と性格。SOS団の裏事情については知らされていないが、SOS団の活動に興味を示し、時折ハルヒが開催する出来事に関わる。
佐々木（ささき）
キョンの中学校時代の女友達。ハルヒと似た力を持つことから、SOS団とは敵対する宇宙人、未来人、超能力者から注目され、キョンが抱えている事情を知ることになる。
喜緑 江美里（きみどり えみり）
朝比奈さんの隣のクラスに属する2年生（第9巻『分裂』より3年）の女子生徒。
谷口（たにぐち）
キョンやハルヒの同級生。一般人ながら、キョンとの何気ない会話から問題解決への鍵となる場合もある。
国木田（くにきだ）
キョンやハルヒの同級生。キョンや佐々木とは同じ中学の出身である。谷口とともに時折、SOS団の活動に参加する一般の男子生徒。

## 用語
「3年前」という表記は、第1巻『憂鬱』時から見て3年前を指す。
SOS団（エスオーエスだん）
正式名称は「世界を大いに盛り上げるための涼宮ハルヒの団（Sekai wo Ooini moriagerutame no Suzumiya haruhi no dan）」。
ハルヒが結成した同好会未満の集団で、目的は「宇宙人や未来人や超能力者を探し出して一緒に遊ぶこと」。団長はハルヒ。副団長は古泉で、みくるが副々団長と書記を兼任しているが、肩書きはハルヒ以外あまり意味がない。主な活動内容は、市内の不思議探索や非常識的な事件の相談などだが、ハルヒの思い付きで行動することが多く、学校行事の他に町内でのイベントの参加、アルバイトなど多岐に渡る。活動がない放課後やハルヒ不在時でも団員は集合することがあり、その際は各々の趣味などで時間を過ごしている。
正式な部室はなく、文化部部室棟3階にある文芸部室を占拠している。備品のほとんどはハルヒがどこからか調達（強奪）してきた物や、団員の私物である。なお、キョンが同好会申請をした（その際の名称は「生徒社会を応援する世界造りのための奉仕団体」とした）が、学校の認可は下りていない。
団員は涼宮ハルヒを筆頭に、キョン、長門有希、朝比奈みくる、古泉一樹の5名。そのうちの長門、みくる、古泉の3名はハルヒの能力に関心を持つ組織に所属し、ハルヒや「鍵」であるキョンの監視を目的にしている。なお、その3人は「SOS団」としての仲間意識や信頼はあるものの、彼らが所属している三勢力はそれぞれ協力関係にある訳ではないらしく、組織の一員としては信用出来ない分はあるので、3人はそれぞれの事情を知り、尚且つ一番中立的な立場であるキョンを最も信頼している。
SOS団のウェブサイトもある。トップページには、ハルヒが「SOS団」の文字を元にデザインしたエンブレムがあり、本作のマルチメディア展開でもよく使用されている。これに関しても非日常的な騒動が持ち上がり、事件解決後に長門が描き直して現在は「ZOZ団」となっている。『驚愕』において渡橋ヤスミの手によってウェブサイトの全面改装が行われている（キョン曰く「やってはいけないサイト作りの典型例」）。
「世界を〜」のくだりは、改変世界から3年前の七夕に脱出してきたキョンが、東中の校庭に謎の幾何学模様を描き終えて帰宅する中学生のハルヒに向かって遠くから叫んだ「世界を大いに盛り上げるためのジョン・スミスをよろしく！」という台詞から来ていると思われる。
3年前の七夕
「笹の葉ラプソディ」収録。当時中学1年生だった涼宮ハルヒが、東中の校庭で地上絵を描いた出来事の日。キョンは未来から指令を受けたみくるによってこの日に時間遡行し、キョンを待っていたみくる（大）の導きで当時中学1年生のハルヒに出会い、地上絵を描くのを手伝わされた。この時キョンはハルヒに対して、ジョン・スミスと名乗っている。この出来事はハルヒに大きな影響を与えており、ジョン・スミス（未来のキョン）との会話で宇宙人・未来人・超能力者の存在を信じ、後に北高に入学した理由に繋がっている。なお、ハルヒはジョンとの出会いを誰にも話していない。一方でキョンはみくるがTPDD（後述）を失ったために元の時代に帰れなくなるが、待機モードだった3年前の長門の助けを得て、時間凍結によって元の時代に戻る事に成功した。
『消失』でも、この出来事は非常に重要な位置づけとなっている。『消失』で世界は非日常的ではない世界に改変されてしまったが、改変されたのはキョンたちが中学3年生の12月〜高校1年生の12月18日早朝の1年間で、3年前の七夕は改変を免れていた。キョンはそこから改変世界のハルヒとの共通点を得て、改変前の長門が残していた脱出プログラムを作動することに成功し、改変世界から3年前の七夕に脱出することが出来た。そしてその時代にいたみくる（大）と待機モードの長門の手助けを得て、世界を元に戻すチャンスを手に入れた。
ループ現象
『エンドレスエイト』『涼宮ハルヒの約束』『涼宮ハルヒの戸惑』『涼宮ハルヒの追想』『涼宮ハルヒの並列』にてハルヒの願望によって起こった現象。ハルヒの能力によって特定の時空間が切り離され、その時間がループして延々と繰り返す現象のこと。主にハルヒが提案したイベント時に本人が「名残惜しさ」を感じた際に起こることが多く、その心残りを解消しない限りループ現象は延々と繰り返される。
基本的に特定の月日や記憶や行動は全てリセットされるが、ハルヒの身近にいた団員のみにはループした記憶の欠損、「既視感」が存在する。しかし、長門ら対有機生命体コンタクト用ヒューマノイド・インターフェースは例外であり、ループしても記憶はしっかり継続される。なお、ループが起こっている際にはループの終わり以降の未来がないため、未来人は未来と連絡が取れなくなり、帰れなくなってしまう。
ちなみに、記憶のリセットについてはその時によって影響力が違い、「涼宮ハルヒの戸惑」ではキョン、みくる、古泉の3人とも記憶をリセットされずにループを繰り返している。「涼宮ハルヒの約束」では当初は3人の記憶はリセットされていたが、3回目のループで「ループ現象」に気付き、以降は記憶を引き継いでいる。「涼宮ハルヒの並列」では3人の記憶は引き継がれなかったが、事態に気がついたキョンが、ループの度に長門に以前の記憶を思い出させるナノマシンを注入してもらい、後に古泉とみくるもその処置を受けることで、ループの記憶を引き継げるようになった。
コンピュータ研究部（通称コンピ研）
文芸部室の2つ隣にある文化系クラブ。部長と部員4名が所属。SOS団にパソコンを奪われ、その返却を賭けたオンラインゲーム対戦「射手座の日」を申し込むも、長門の活躍により惨敗（コンピ研がなんとしてでもパソコンを取り戻すために、自分たちが有利になるような隠しモードを用いた不正を行うも長門にバレてしまい、「フェアプレーをするため」と不正をできなくするようプログラムを書き換えられた）、さらにそのゲームでSOS団が使用したノートPC4台、その他通信に必要な機器、各種サービスを提供させられた。その対戦後、部長の勧誘に応じ、長門がたまに掛け持ちで参加している。

### 宇宙人関連
情報統合思念体
宇宙に広がる情報系の海から発生した、非常に高度な知性を持つ情報生命体。実体を持たないため、いかなる光学的手段でも観測することは不可能。言語を持たず、有機生命体と直接コミュニケーションできないため、長門をはじめとする対人間用インターフェースを派遣した。自律進化を遂げる手がかりとして、ハルヒを観察している。
時空間を超越している存在のため、情報統合思念体やインターフェースたちは、ハルヒが起こすループ現象の影響を受けることはない。作中において事実上最強の存在で、凄まじい情報操作能力を持つが、ハルヒが持っているような無から情報を創造する力はない。『消失』では世界が改変された時にその存在も消滅しているが、最終的に未来から来た長門とその長門と繋がっている情報統合思念体の力によって、改変された世界は本来の姿に戻った。
「統合」思念体といってもその意志は一枚岩ではなく、「主流派（中道派）」「急進派」「穏健派」「革新派」「折衷派」などの派閥が存在し、時に対立する。
対有機生命体コンタクト用ヒューマノイド・インターフェース
人間などの有機生命体と言語を介して直接的にコミュニケートするために、情報統合思念体が創造した有機アンドロイド。古泉が所属する超能力者集団「機関」からは、TFEI端末（ティーエフイーアイたんまつ）と呼ばれる。長門によれば、相当数のインターフェイスたちが一般人に成りすまして地球に潜入しているらしく、それぞれが情報統合思念体の各派閥に属している。情報操作能力によって周囲の環境をも変化させ、「同期」をすることで、過去や未来の自分自身と記憶を共有する事ができるなど、作中でも屈指の能力を誇る（ただしこれらの能力の使用には情報統合思念体への許可申請を必要とする）。
広域帯宇宙存在
情報統合思念体とは起源を異にする存在。思考プロセスが完全に異なるため、情報統合思念体も人間も、通常手段での相互理解は不可能。そのため、第9巻『分裂』にて、人型イントルーダー（情報統合思念体における対有機生命体コンタクト用ヒューマノイド・インターフェースと同様の存在）を遣わした。第5巻『暴走』収録の「雪山症候群」で、SOS団を閉じ込めた謎の洋館の建つ空間の主でもある。情報統合思念体は暫定的に、天蓋領域（てんがいりょういき）と名付けている。
情報爆発
「情報フレア」とも表現される。3年前、ハルヒを中心に起こった現象。その情報の奔流は情報統合思念体にも解析できず、情報統合思念体がハルヒを観察するきっかけとなった。

### 未来人関連
未来人
「未来」から来た調査員。いくつにも分岐する未来のうち、自分達の属する未来へと向かうように歴史を調整することを目的としている。
禁則事項
単に「禁則」とも呼ばれる。未来に関する情報や現代では未到達な知識など、過去の人間には教えてはいけないことを指す（ただし、その情報を知っている人間には話せる）。未来人は時間移動の際に強力な精神操作を受け、禁則事項にあたる情報は口にできないようになっている。相手が既に知っている用語・情報であれば問題なく口にできる模様。また未来人個人の権限とも関係しており、より権限が与えられていれば禁則事項の制限も緩和される。
既定事項
未来から見て、過去に歴史的に発生するとされる事柄。ただし単に過去に起こった出来事を指すのではなく、各未来人派閥にとって有益な結果に繋がる事項が「既定」事項とされる。
TPDD
正式名称「タイム・プレーン・デストロイド・デバイス（Time Plane Destroyed Device：時間平面破壊装置）」の略。平たく言えばタイムマシン。「航時機」とも呼ばれ、未来人が時間移動の際に使用する。デバイスと言っても物理的な装置ではなく、使用者の脳内に無形で存在するという。第3巻『退屈』収録の「笹の葉ラプソディ」では、みくるが一度「紛失」している。彼女の権限では上司（名称不明）からの許諾が必要となる。
その名の通り、時間平面を破壊し貫くことで時間移動を可能にしているため、通過した時間平面には「穴」と呼ぶべき痕跡が残り、歪みが生じてしまう。その修復にはやはりTPDDの稼動が不可欠だが、それによって新たな「穴」が開いてしまうというジレンマを抱えており、長門たちからは不確かで原始的な時間移動方法であると認識されている。
時間平面理論
「時間」はその時間毎に区切られたデジタルな現象である、という未来の理論（デカルトの「連続的創造」という思想に似ている）。時間は「アニメーションを構成する静止画の集まり」であり、現代における未来人の存在はその中に描かれた「いたずら書き」のようなものである、未来人が過去に来ても未来を変えることはできないと説明されているが変わるのではなく未来人が介入した歴史が未来の姿である（作中では既定事項と表現されている）。大元の基礎概念は、ハルヒが第8巻『憤慨』において気まぐれに書き、文芸部会誌に掲載した論文に基づく。
時間震動
「時空震」とも呼ばれる。時間平面に力が加えられて変異する際に発生する、時空の揺れのような現象であると推測される。3年前にハルヒが大きな時間震動を発生させ、「時間断層」と呼ばれる大きな隔たりが時間平面に生じ、その影響で3年前より過去への時間遡行が不可能となった。1人の人間が時間平面に干渉するということは通常では考えられず、詳細は謎である。
STCデータ
「感度時間制御（Sensitivity Time Control）」のことで、対象のものとアンテナとの間の距離が変化することによって生じる受信信号の時間的変化を平滑化するために、受信機内部の利得を時間によって変化させるもの。 『消失』より、12月18日の早朝に何者かにより改変されてしまう。

### 超能力者関連
閉鎖空間
ハルヒの精神状態が不安定になると出現する空間。出現する頻度も場所も不定で、生命体が存在しない以外は現実の空間と構成するものは同じだが、全体に灰色がかっていて薄暗く、太陽の光は見えない。電気は通っているらしく、スイッチを入れれば電灯はつく（ただし電話やテレビ、ラジオなどの通信手段は機能していない）。通常、物理的な手段では侵入できず、古泉のような超能力者の力を用いて入る。閉鎖空間での物理的被害が現実世界に影響を及ぼす事はないが、放置すれば空間が拡大し、最終的には現実世界と入れ替わってしまうとされている。
なお、佐々木も閉鎖空間を発生させているが、これはハルヒのものとはかなり異なる。詳細は「佐々木」を参照。
神人（しんじん）
閉鎖空間に出現する青い巨人。ハルヒの精神的ストレスが具現化したものとされる。彼女の心のわだかまりが限界に達すると出現し、ストレス解消の役割があるためか、ひたすら破壊活動を行う。神人が消滅すると閉鎖空間も消滅するが、逆に言えば神人が消滅しない限り閉鎖空間も消滅しない。発生自体を阻止するには現実世界でハルヒのストレスの原因を取り除く以外にない。
「分裂」において、神人の破壊活動が「気付いたように建物を小突く」程度に沈静化している（古泉談）。その後「驚愕」で、ハルヒの無意識が神人を完全に操作するようになり、高所から落下してきたキョンとハルヒを受け止め命を救っている。
超能力者
古泉が持つ「超能力」は、閉鎖空間を察知・侵入し、赤い球体に変化して神人へ攻撃できるというもので、それ以外は普通の人間と変わりはない。『憂鬱』の3年前に突然発現したらしく、古泉はハルヒによってその力が与えられ、同じ力に目覚めた人間が他にもいることや、神人を倒すという役割を悟ったと語っている。彼と同じ力を持つ超能力者は地球全土で10人程度しかいないらしく、その全員が「機関」に所属しているという。
「機関」と敵対している橘たちの組織も「超能力」を持つが、彼女たちの場合は『憂鬱』の3年前に佐々木によって与えられたものと認識しており、佐々木の閉鎖空間に入ることができる。
なお、「超能力者」という名称はキョンがそう呼び始めたもので、「機関」内では別の名称が使われているという。
「機関」
古泉と同じ「超能力」を持つ者たちによって3年前に発足された、ハルヒの監視を目的とした組織。古泉と同じ力を持つ超能力者が数名所属しているようだが、古泉も組織の実態を把握しきれていない様子。彼以外にも数人のエージェントが県立北高に潜入しており、中には生徒会長のようなある程度事情を把握している学内協力者もいる。
世界の「現状維持」を活動目的としており、閉鎖空間における神人を消滅させるほか、ハルヒがストレスを溜めないために様々な対策（イベントの開催など）を実施している。数々のスポンサーがついているらしく、莫大な金額を動かし、主にハルヒのストレス対策に費やしている。また情報収集力にも非常に長けており、キョンや北高生徒の経歴調査を徹底的に行ったり、長門以外のTFEI端末との接触にも成功している。
｢すべての人や物は、神であるハルヒが3年前にその形態を予め保った状態で創造した｣という説を提唱しており、彼女が世界の「神」であるという理念のもとに活動している。みくるが所属している未来人一派とは、ハルヒの能力の解釈や求める役割に違いがあり、敵対とまではいかないが小康状態であるらしい。
『憂鬱』において古泉は自身を「機関」の末端であると語っていたが、『驚愕』では「「機関」のメンバーは全員、目的を一つとする同志であり、上下関係は存在しない」と意見を翻している。また橘京子は「古泉こそが「機関」の創立者にして現最高責任者である」と発言しており、どれが正しいのかは不明。

## 作品舞台

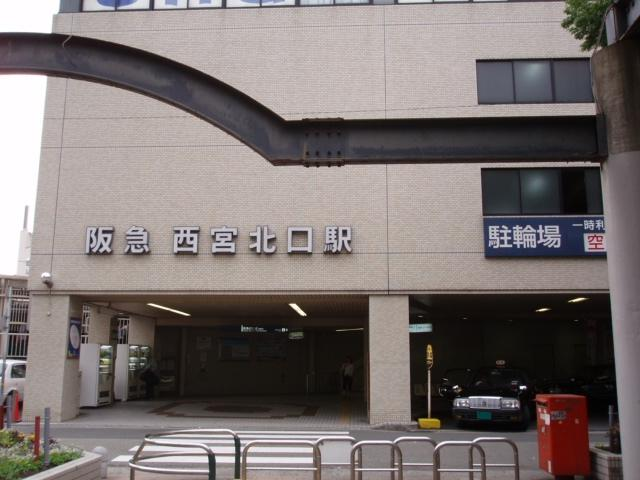
阪急西宮北口駅北西口

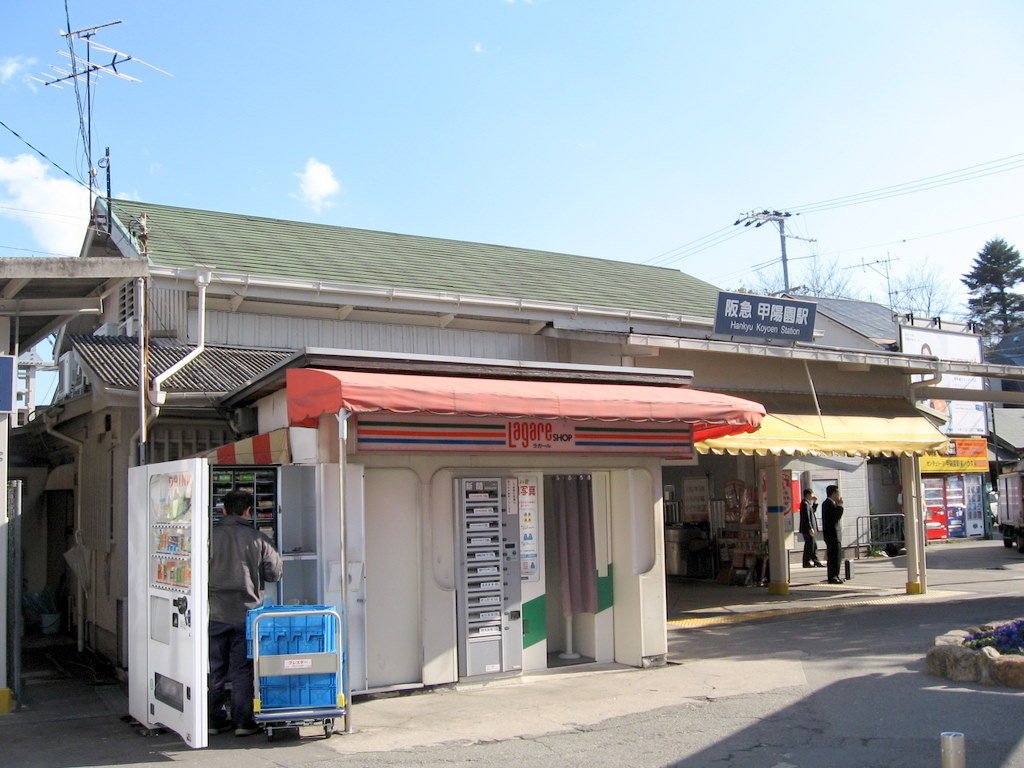
阪急甲陽園駅

作品の舞台として登場する地名は漢字を変更するなどして架空のものとなっているが、舞台のモデルは作者の育った兵庫県西宮市周辺で、アニメ版のロケハンも当地で行われている。
2009年版アニメのDVD各巻には西宮北高校や珈琲屋ドリーム店内など西宮市内、劇場版のBD・DVDには甲南病院（神戸市東灘区）のロケハン映像が収録されている。「公式ガイドブック 涼宮ハルヒの消失」（2010年2月発売）には西宮市のロケハンMAPが掲載。谷川自身が公言していなかった事もあり、原作やアニメ版が人気作品になった後も西宮市は慎重な姿勢を見せていた。しかし、2012年10月に公表された谷川のメッセージには、3歳の時（つまり1973年-1974年）から西宮に住んでいた事や、ハルヒで西宮を舞台とした事が記載されていた。
登場人物は「けったいな」、「ホンマモンのアホだ」など時折関西弁が出るが、基本的に首都圏方言で話している。原作・アニメ共に舞台が関西地方という事を地理的に示す直接的な描写は無く、アニメ版『涼宮ハルヒちゃんの憂鬱』各回の冒頭で宇宙から関西地方に向かってズームして行く映像で暗に示している程度である。
県立北高校
通称「北高」。ハルヒらが通っている県立の普通科高校。小高い山の上に位置し、周辺は住宅地や森林に囲まれている。入学試験は総合選抜で行われ、付近の校区に在住している者が当校に割り振られる。キョン曰く、生徒の内訳は「市内の中学で成績が普通レベルだった奴ら」。ハルヒらの学年は9クラスあり、古泉が在籍する9組だけは特進クラスとなっている。制服は男子がブレザーで、女子がセーラー服。衣替えは6月から夏服になる。谷川の母校である兵庫県立西宮北高等学校がモデルとされ、アニメ版のロケハンも実際に現地で行われた。
劇場版『涼宮ハルヒの消失』主題歌である、茅原実里の8作目のシングル『優しい忘却』のPVおよびジャケット写真の撮影が2010年1月に校内で行われた。
北口駅
市内を走る大手私鉄のターミナルで、休日は市外に出る人々で混雑する。モデルは阪急神戸本線今津線の西宮北口駅（北西口）とされ、アニメ版のロケハンも現地で行われた。駅前公園は、休日にSOS団が活動する際の待ち合わせ場所となることが多い。
北口駅前公園はアニメ版で実際と同じ名で登場している。ただ、公園は2009年7月から地下駐輪場設置工事によって一旦解体され、2010年12月に「にしきた公園」としてリニューアルされたことで面影が無くなった。アニメ版で時折登場する時計塔（1993年設置）も2009年7月に撤去されたが、ファンの女性が時計を市内のスクラップ業者で発見。時計は業者の屋根の上で第二の人生を送っていたが、2012年8月に開催された「ハルヒサマーフェス」会場での展示を経て、ファンの要望もあり西宮市によって2014年3月に5年ぶりに公園に設置された。上半分しか残っていなかったが、元の高さに復元されている。同年4月12日には除幕式が行われ大勢の市民・ファンが集まり、河野昌弘西宮市長（当時）が祝辞を述べた。
この時計をデザインしたデザイナー・山下雅章は、「デザイナー冥利につきますね」とコメントしている。時計塔の復元・修理を依頼された時計メーカーから『あの時計がえらいことになってるよ』と教えてもらって初めてハルヒを知り、原作を読んでみたら面白く一気に『驚愕』まで読破したという。
駅前公園周辺は放置自転車が多く、『憂鬱』ではキョンは銀行の店舗前に不法駐輪をしたが撤去されてしまった。アニメで登場した銀行は三井住友銀行西宮北口支店がモデルだったが、同支店は2013年6月10日に移転し、現在は別の銀行が入居している。キョンは『陰謀』『分裂』では近くの駐輪場を利用している。
光陽園駅
県立北高校から坂を下った所にある私鉄駅。モデルは阪急甲陽線甲陽園駅とされ、アニメ版のロケハンが同駅周辺でも行われた。歴史を感じさせる古い駅舎がある。
光陽園駅前公園
『憂鬱』で長門がキョンを呼び出した際や、『笹の葉ラプソディ』『消失』『ヒトメボレLOVER』で登場する。キョン曰く変わり者のメッカ。原作におけるモデルは不明。なお、アニメ版で駅前公園がある設定の場所（劇場版公開当時は更地）がかつて実際に公園だったように紹介される事があるが、間違いである。
喫茶店
北口駅の近くにあり、SOS団は常連。キョンはいつも全員分を奢らされている。原作では店名は不明。
谷川が常連だった、西宮北口駅の近くの喫茶店「珈琲屋ドリーム」がモデル。アニメ版では店内まで詳細に描かれ、アニメ版・ツガノガク版・みずのまこと版では実際と同一の店名となっている。ハルヒファンの憩いの場となり度々新聞などで取り上げられている。ファンによって交流ノートや、ハルヒ及び同店関連の新聞・雑誌記事を集めたファイルが設置されている。
オーナーの夫が亡くなったこともあり、広い店内をオーナー一人で切り盛りすることが難しくなったことから、モデルとなった店舗は2017年5月10日を以って閉店した。翌6月1日より近隣に移転し営業を再開した。
図書館
北口駅前の再開発で新しく開館した図書館。原作『憂鬱』でのモデルは西宮北口駅前の大型複合施設アクタ西宮内の、西宮市立北口図書館である。これについては、市立図書館側が広報誌で公認した。アニメ版では阪神香櫨園駅付近にある西宮市立中央図書館がモデルとなった。原作『憂鬱』で「本館はもっと海べりにある」と言われているのは中央図書館の事。
私立光陽園学院
光陽園駅近くにある私立の女子校で、作中では光陽園学院、または光陽園女子と呼ばれている。『消失』から登場。作中の記述から生徒には富裕層が多いとされる。
『消失』の改変世界では、県内有数の進学率を誇る名門校となっており、ハルヒと古泉が在籍する共学校となっている。
『驚愕（後）』の後日談で長門が九曜の現況について語った内容によれば、正式名称は「私立光陽園女子大学付属高等学校」。
アニメ版では、当時甲陽園駅と苦楽園口駅との間にあった、スポーツ分野で多くの実績を持つ女子校の夙川学院中学校・高等学校がモデルになっている。同校では、2012年と2013年にファンイベント「ハルヒサマーフェス」が開催された。ただ、同校は2016年4月に西宮市から神戸市のポートアイランドに移転した上で共学校となり、移転後の跡地はデベロッパー各社に卸され大規模分譲マンション、分譲戸建からなる住宅街となっている。
光陽園学院と似た校名の甲陽学院高等学校が西宮北高校の近くに存在するが、こちらは難関大学への進学実績で知られる私立の男子校である。
祝川（しゅくがわ）
北口駅から徒歩で行ける距離にある川で、桜並木がある。名前はアニメ版のみ登場し、阪急甲陽線沿線の夙川、夙川公園（読みは同じく「しゅくがわ」）がモデルで、実際に桜の名所である。実際は西宮北口駅から夙川まで2.5kmほど離れているが、谷川は「あくまで舞台のモデルであってそのものではないので、ある場所から別の場所までの距離や間隔や立地といった位置情報を相当無視して」いることがあるとコメントしている。
祝川商店街
祝川の近くにある商店街。名称はアニメ版でのみ登場。『涼宮ハルヒの溜息』『朝比奈ミクルの冒険 Episode00』で登場する。原作でのモデルは不明で、アニメ版では実際の夙川から阪急電車・阪神電車を乗り継いで20分ほどの距離にある兵庫県尼崎市の尼崎中央商店街がモデル。

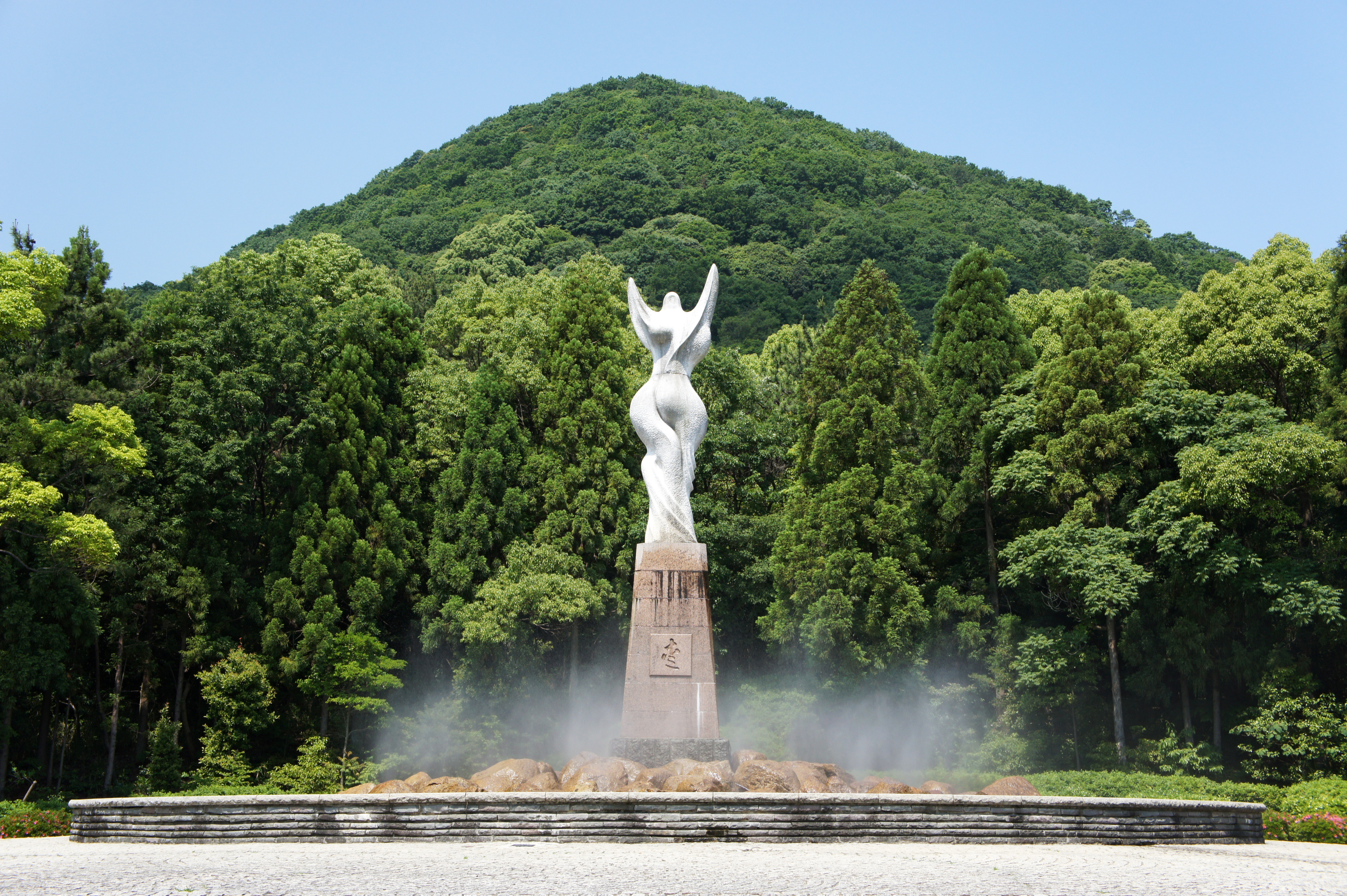
甲山（甲山森林公園から）

鶴屋山
鶴屋家が所有する山。谷川流はモデルは甲山と語っている。なお『鶴屋山』という名称は、キョンが勝手に名付けただけで、正式名称は不明。アニメ版『涼宮ハルヒの溜息』『朝比奈ミクルの冒険 Episode00』で映画撮影を行う公園は甲山森林公園がモデル。
高級住宅街
『ワンダリング・シャドウ』で登場。私鉄沿線にある高級住宅街。モデルは芦屋市とされる。富裕層が多く住むことで広く知られており、クラスメイトの阪中が住む。劇場版『涼宮ハルヒの消失』ではクラス名簿の阪中の住所は芦谷山手町と書かれており、芦屋市山手町がモデルとなっている事が分かる。
市立東中学校（東中）
ハルヒと谷口の母校。作中の「3年前」にハルヒが「校庭落書き事件」を起こした。アニメ版では、西宮市立大社中学校の北門と西宮市立上ケ原中学校の校舎と校庭がモデルとなっている。『笹の葉ラプソディ』原作ではみくる（大）の（光陽園駅前公園から）「そこにある線路沿いに下ると学校があります。」というセリフがあり、実際に甲陽園駅から南の線路沿いにある大社中学校の立地と一致する。また、アニメ第一話での国木田の回想に出てきた新聞には、「小学校上空ヘリから」と書かれている。

## 原作での時系列
原作の発表順は作中の時系列に基づいておらず、しばしば月日を遡って過去の出来事が描かれたり、また作中の登場人物がタイムトラベルによって過去の時代に関わったりする。2006年のテレビアニメ版でも同様の手法が採用された。原作での作品内の時系列順に並べると以下のようになる。学年はハルヒの学年。
| 学年    | 時期              | タイトル                             | 収録巻                                |
| ------- | ----------------- | ------------------------------------ | ------------------------------------- |
| 中学1年 | 7月               | 笹の葉ラプソディ（時間遡航時）       | 3巻『退屈』                           |
| 中学1年 | 7月               | 涼宮ハルヒの消失（時間遡航時）       | 4巻『消失』                           |
| 中学3年 | 不明              | 涼宮ハルヒの分裂（キョンの回想、夢） | 9巻『分裂』                           |
| 中学3年 | 9月               | Rainy Day                            | 『驚愕』初回特典『秘話』              |
| 中学3年 | 3月               | 編集長★一直線！（キョンの小説）      | 8巻『憤慨』                           |
| 高校1年 | 4 - 5月           | 涼宮ハルヒの憂鬱                     | 1巻『憂鬱』                           |
| 高校1年 | 6月               | 涼宮ハルヒの退屈                     | 3巻『退屈』                           |
| 高校1年 | 7月               | 笹の葉ラプソディ                     | 3巻『退屈』                           |
| 高校1年 | 7月               | ミステリックサイン                   | 3巻『退屈』                           |
| 高校1年 | 7月               | 孤島症候群                           | 3巻『退屈』                           |
| 高校1年 | 8月               | エンドレスエイト                     | 5巻『暴走』                           |
| 高校1年 | 11月              | 涼宮ハルヒの溜息                     | 2巻『溜息』                           |
| 高校1年 | 11月              | 朝比奈ミクルの冒険 Episode 00        | 6巻『動揺』                           |
| 高校1年 | 11月              | ライブアライブ                       | 6巻『動揺』                           |
| 高校1年 | 11月              | 射手座の日                           | 5巻『暴走』                           |
| 高校1年 | 11月              | サムデイ イン ザ レイン              | 「ザ・スニーカー」2006年8月号掲載     |
| 高校1年 | 12月              | 涼宮ハルヒの消失                     | 4巻『消失』                           |
| 高校1年 | 12月              | 涼宮ハルヒの陰謀（時間遡航時）       | 7巻『陰謀』                           |
| 高校1年 | 12月              | ヒトメボレLOVER                      | 6巻『動揺』                           |
| 高校1年 | 12月              | 雪山症候群                           | 5巻『暴走』                           |
| 高校1年 | 12月              | 猫はどこに行った？                   | 6巻『動揺』                           |
| 高校1年 | 1月               | 涼宮ハルヒの陰謀（キョンの回想）     | 7巻『陰謀』                           |
| 高校1年 | 1月               | あてずっぽナンバーズ                 | 12巻『直観』                          |
| 高校1年 | 1月               | 朝比奈みくるの憂鬱                   | 6巻『動揺』                           |
| 高校1年 | 2月               | 涼宮ハルヒの陰謀                     | 7巻『陰謀』                           |
| 高校1年 | 3月               | 編集長★一直線！                      | 8巻『憤慨』                           |
| 高校1年 | 3月               | ワンダリング・シャドウ               | 8巻『憤慨』                           |
| 高校2年 | 4月               | 涼宮ハルヒの分裂                     | 9巻『分裂』                           |
| 高校2年 | 4月               | 涼宮ハルヒの驚愕                     | 10巻『驚愕（前）』 11巻『驚愕（後）』 |
| 高校2年 | 5月               | 七不思議オーバータイム               | 12巻『直観』                          |
| 高校2年 | 5月下旬 - 6月上旬 | 鶴屋さんの挑戦                       | 12巻『直観』                          |
| 番外編  | 不明              | 涼宮ハルヒ劇場                       | 「ザ・スニーカー」2004年8月号掲載     |
| 番外編  | 不明              | 帰ってきた涼宮ハルヒ劇場             | 「ザ・スニーカー」2006年6月号掲載     |

## 評価
第8回スニーカー大賞にて大賞を受賞した。同賞で審査員を務めたあかほりさとる、藤本ひとみ、水野良は本作について以下のように評している。
『ライトノベル研究序説』の「ラノベキャラは多重作品世界の夢を見るか？」（川崎拓人／飯倉義之）の項には、作品におけるキャラクター性の強さはもちろん、並行世界を生み出しえるハルヒの能力に触れ、様々なシチュエーションに展開可能な、メディアミックスとの親和性が高い作品であると述べられた。同書で井上乃武は、作品の「語りの相対性」からキョンの語りの外部にある現象を読み取ることが可能になる一方、キョンの主観と彼によって語られる「事件」が不可分のものであり、この語りと「事実」の不可分性によって本作がキョンの願望の実現したものであることが示されるが、このようなキョンの主観性が、単なるキョン個人の主観性に留まらない、自らの「現実」理解を暗黙のうちに絶対化する「作者」というもう一つの主体をキョンの背後に隠蔽しているとしている。また、同書で久米依子は、旧来のジェンダー秩序の基本構造は変えずに、時代に適合した対関係が構築されているライトノベルの例に本作を挙げ、ハルヒの自己中心的な言動に大して抵抗もせず従うキョンの関係は、従来の男女の階層的関係が逆転しているかにみえるが、その関係は詳細にみればキョンにとっても都合のいいものであることがわかると述べている。
個性的なヒロインに比べ、主体的な活躍をしない主人公が今どきの読者から感情移入される一因となったようであると『ライトノベル文学論』の中で、読者の意見を参考にした榎本秋に分析されている。

## 既刊一覧・収録作品
タイトルは「涼宮ハルヒの○○」と固定されており、主にその表題作でのハルヒの感情や状況を表している。
長編書き下ろし作品
1巻『憂鬱』、2巻『溜息』、4巻『消失』、7巻『陰謀』、9巻『分裂』、10巻『驚愕（前）』、11巻『驚愕（後）』
中・短編集
3巻『退屈』、5巻『暴走』、6巻『動揺』、8巻『憤慨』、12巻『直観』、13巻『劇場』
（「ザ・スニーカー」不定期連載に、書き下ろしを加えたものからなる8巻『憤慨』と13巻『劇場』を除く）
2024年11月29日現在、角川スニーカー文庫版は既刊13巻、角川つばさ文庫版は既刊1巻、角川文庫版はスニーカー文庫版驚愕の前・後編が合本化され1冊に収められたため既刊11巻となっている。
| 巻数                 | タイトル                        | 収録作品                      | 初出                                                                                             | 初版発行日           | 発売日               | ISBN                 | 備考 |
| 角川スニーカー文庫版 | 角川スニーカー文庫版            | 角川スニーカー文庫版          | 角川スニーカー文庫版                                                                             | 角川スニーカー文庫版 | 角川スニーカー文庫版 | 角川スニーカー文庫版 | 角川スニーカー文庫版 |
| -------------------- | ------------------------------- | ----------------------------- | ------------------------------------------------------------------------------------------------ | -------------------- | -------------------- | -------------------- | --- |
| 1                    | 涼宮ハルヒの憂鬱                | 涼宮ハルヒの憂鬱              | 涼宮ハルヒの憂鬱                                                                                 | 2003年6月10日        | 2003年6月6日         | 4-04-429201-9        | スニーカー編集部による解説が掲載されている。 |
| 2                    | 涼宮ハルヒの溜息                | 涼宮ハルヒの溜息              | 涼宮ハルヒの溜息                                                                                 | 2003年10月1日        | 2003年9月30日        | 4-04-429202-7        | |
| 3                    | 涼宮ハルヒの退屈                | 涼宮ハルヒの退屈              | 『ザ・スニーカー』2003年6月号                                                                    | 2004年1月1日         | 2003年12月27日       | 4-04-429203-5        | 『涼宮ハルヒの退屈』は、角川つばさ文庫のつばさスペシャル 『きみが見つける物語 あこがれのハイスクールライフ！』にも収録。                        |
| 3                    | 涼宮ハルヒの退屈                | 笹の葉ラプソディ              | 『ザ・スニーカー』2003年8月号                                                                    | 2004年1月1日         | 2003年12月27日       | 4-04-429203-5        | 『涼宮ハルヒの退屈』は、角川つばさ文庫のつばさスペシャル 『きみが見つける物語 あこがれのハイスクールライフ！』にも収録。                        |
| 3                    | 涼宮ハルヒの退屈                | ミステリックサイン            | 『ザ・スニーカー』2003年10月号                                                                   | 2004年1月1日         | 2003年12月27日       | 4-04-429203-5        | 『涼宮ハルヒの退屈』は、角川つばさ文庫のつばさスペシャル 『きみが見つける物語 あこがれのハイスクールライフ！』にも収録。                        |
| 3                    | 涼宮ハルヒの退屈                | 孤島症候群                    | 書き下ろし                                                                                       | 2004年1月1日         | 2003年12月27日       | 4-04-429203-5        | 『涼宮ハルヒの退屈』は、角川つばさ文庫のつばさスペシャル 『きみが見つける物語 あこがれのハイスクールライフ！』にも収録。                        |
| 4                    | 涼宮ハルヒの消失                | 涼宮ハルヒの消失              | 涼宮ハルヒの消失                                                                                 | 2004年8月1日         | 2004年7月31日        | 4-04-429204-3        | |
| 5                    | 涼宮ハルヒの暴走                | エンドレスエイト              | 『ザ・スニーカー』2003年12月号                                                                   | 2004年10月1日        | 2004年9月30日        | 4-04-429205-1        | 『エンドレスエイト』は、角川文庫のSFアンソロジー 『不思議の扉 時間がいっぱい』にも収録。                                                        |
| 5                    | 涼宮ハルヒの暴走                | 射手座の日                    | 『ザ・スニーカー』2004年4・6月号                                                                 | 2004年10月1日        | 2004年9月30日        | 4-04-429205-1        | 『エンドレスエイト』は、角川文庫のSFアンソロジー 『不思議の扉 時間がいっぱい』にも収録。                                                        |
| 5                    | 涼宮ハルヒの暴走                | 雪山症候群                    | 書き下ろし                                                                                       | 2004年10月1日        | 2004年9月30日        | 4-04-429205-1        | 『エンドレスエイト』は、角川文庫のSFアンソロジー 『不思議の扉 時間がいっぱい』にも収録。                                                        |
| 6                    | 涼宮ハルヒの動揺                | ライブアライブ                | 『ザ・スニーカー』2004年12月号                                                                   | 2005年4月1日00       | 2005年3月31日        | 4-04-429206-X        | |
| 6                    | 涼宮ハルヒの動揺                | 朝比奈ミクルの冒険 Episode 00 | 『ザ・スニーカー』2004年2月号                                                                    | 2005年4月1日00       | 2005年3月31日        | 4-04-429206-X        | |
| 6                    | 涼宮ハルヒの動揺                | ヒトメボレLOVER               | 『ザ・スニーカー』2004年10月号                                                                   | 2005年4月1日00       | 2005年3月31日        | 4-04-429206-X        | |
| 6                    | 涼宮ハルヒの動揺                | 猫はどこに行った?             | 書き下ろし                                                                                       | 2005年4月1日00       | 2005年3月31日        | 4-04-429206-X        | |
| 6                    | 涼宮ハルヒの動揺                | 朝比奈みくるの憂鬱            | 『ザ・スニーカー』2005年2月号                                                                    | 2005年4月1日00       | 2005年3月31日        | 4-04-429206-X        | |
| 7                    | 涼宮ハルヒの陰謀                | 涼宮ハルヒの陰謀              | 涼宮ハルヒの陰謀                                                                                 | 2005年9月1日         | 2005年8月31日        | 4-04-429207-8        | |
| 8                    | 涼宮ハルヒの憤慨                | 編集長★一直線!                | 『ザ・スニーカー』2005年6・8・10・12月号                                                         | 2006年5月1日         | 2006年5月1日         | 4-04-429208-6        | |
| 8                    | 涼宮ハルヒの憤慨                | ワンダリング・シャドウ        | 『ザ・スニーカー』2006年2・4月号                                                                 | 2006年5月1日         | 2006年5月1日         | 4-04-429208-6        | |
| 9                    | 涼宮ハルヒの分裂                | 涼宮ハルヒの分裂              | 涼宮ハルヒの分裂                                                                                 | 2007年4月1日         | 2007年4月1日         | 978-4-04-429209-6    | |
| 10 11                | 涼宮ハルヒの驚愕 （初回限定版） | 涼宮ハルヒの驚愕（前）        | 涼宮ハルヒの驚愕（前）                                                                           | 2011年5月25日        | 2011年5月25日        | 978-4-04-429210-2    | 『分裂』から連続する物語であり、 章も前作の続き（第四章）から始まっている。                                                                     |
| 10 11                | 涼宮ハルヒの驚愕 （初回限定版） | 涼宮ハルヒの驚愕（後）        |                                                                                                  | 2011年5月25日        | 2011年5月25日        | 978-4-04-429210-2    | 『分裂』から連続する物語であり、 章も前作の続き（第四章）から始まっている。                                                                     |
| 10 11                | 涼宮ハルヒの驚愕 （初回限定版） | Rainy Day                     | Rainy Day                                                                                        | 2011年5月25日        | 2011年5月25日        | 978-4-04-429210-2    | 特典小冊子『涼宮ハルヒの秘話』に収録 |
| 10                   | 涼宮ハルヒの驚愕（前）          | 涼宮ハルヒの驚愕（前）        | 涼宮ハルヒの驚愕（前）                                                                           | 2011年6月15日        | 2011年6月15日        | 978-4-04-429211-9    | 内容は初回限定版に収録された特典小冊子に付属する短編は、 収録されない以外は同じ仕様である。                                                     |
| 11                   | 涼宮ハルヒの驚愕（後）          | 涼宮ハルヒの驚愕（後）        | 涼宮ハルヒの驚愕（後）                                                                           | 2011年6月15日        | 2011年6月15日        | 978-4-04-429212-6    | 内容は初回限定版に収録された特典小冊子に付属する短編は、 収録されない以外は同じ仕様である。                                                     |
| 12                   | 涼宮ハルヒの直観                | あてずっぽナンバーズ          | 『いとうのいぢ画集 ハルヒ百花』                                                                  | 2020年11月25日       | 2020年11月25日       | 978-4-04-110792-8    | |
| 12                   | 涼宮ハルヒの直観                | 七不思議オーバータイム        | 『ザ・スニーカーLEGEND』                                                                         | 2020年11月25日       | 2020年11月25日       | 978-4-04-110792-8    | |
| 12                   | 涼宮ハルヒの直観                | 鶴屋さんの挑戦                | 書き下ろし                                                                                       | 2020年11月25日       | 2020年11月25日       | 978-4-04-110792-8    | |
| 13                   | 涼宮ハルヒの劇場                | ファンタジー篇                | 『ザ・スニーカー』2004年8月号 ザ・スニーカー100号記念アンソロジーに収録 ISBN 978-4-04-474813-5） |                      | 2024年11月29日       | 978-4-04-115439-7    | |
| 13                   | 涼宮ハルヒの劇場                | ギャラクシー篇                | 『ザ・スニーカー』2006年6月号                                                                    |                      | 2024年11月29日       | 978-4-04-115439-7    | |
| 13                   | 涼宮ハルヒの劇場                | ワールドトリップ篇            | 書き下ろし                                                                                       |                      | 2024年11月29日       | 978-4-04-115439-7    | |
| 13                   | 涼宮ハルヒの劇場                | エスケープ篇                  | 書き下ろし                                                                                       |                      | 2024年11月29日       | 978-4-04-115439-7    | |
| 角川つばさ文庫版     |                                 |                               |                                                                                                  |                      |                      |                      | |
| 1                    | 涼宮ハルヒの憂鬱                | 涼宮ハルヒの憂鬱              | 涼宮ハルヒの憂鬱                                                                                 |                      | 2009年6月15日        | 978-4-04-631028-6    | 小学生向けに漢字にルビをつけて 読みやすくし、一部表現を変えてある。                                                                             |
| 角川文庫版           |                                 |                               |                                                                                                  |                      |                      |                      | |
| 1                    | 涼宮ハルヒの憂鬱                | 涼宮ハルヒの憂鬱              | 涼宮ハルヒの憂鬱                                                                                 | 2019年1月25日        | 2019年1月24日        | 978-4-04-106773-4    | スニーカー文庫版より 表紙絵・口絵・挿絵を除かれ 表紙は岩倉しおりの写真に変更されている（以後刊同）。 解説を編集部から筒井康隆に差し替えている。 |
| 2                    | 涼宮ハルヒの溜息                | 涼宮ハルヒの溜息              | 涼宮ハルヒの溜息                                                                                 | 2019年1月25日        | 2019年1月24日        | 978-4-04-106771-0    | あとがきが削除され、 松村沙友理による解説が挿入されている。                                                                                     |
| 3                    | 涼宮ハルヒの退屈                | 涼宮ハルヒの退屈              | 涼宮ハルヒの退屈                                                                                 | 2019年2月25日        | 2019年2月23日        | 978-4-04-106772-7    | あとがきが削除され、 はやみねかおるによる解説が挿入されている。                                                                                 |
| 4                    | 涼宮ハルヒの消失                | 涼宮ハルヒの消失              | 涼宮ハルヒの消失                                                                                 | 2019年2月25日        | 2019年2月23日        | 978-4-04-106770-3    | あとがきが削除され、 尾崎世界観による解説が挿入されている。                                                                                     |
| 5                    | 涼宮ハルヒの暴走                | 涼宮ハルヒの暴走              | 涼宮ハルヒの暴走                                                                                 | 2019年3月25日        | 2019年3月23日        | 978-4-04-107418-3    | あとがきが削除され、 平野綾による解説が挿入されている。                                                                                         |
| 6                    | 涼宮ハルヒの動揺                | 涼宮ハルヒの動揺              | 涼宮ハルヒの動揺                                                                                 | 2019年3月25日        | 2019年3月23日        | 978-4-04-107419-0    | あとがきが削除され、 辻真先による解説が挿入されている。                                                                                         |
| 7                    | 涼宮ハルヒの陰謀                | 涼宮ハルヒの陰謀              | 涼宮ハルヒの陰謀                                                                                 | 2019年4月25日        | 2019年4月24日        | 978-4-04-107420-6    | あとがきが削除され、 最果タヒによる解説が挿入されている。                                                                                       |
| 8                    | 涼宮ハルヒの憤慨                | 涼宮ハルヒの憤慨              | 涼宮ハルヒの憤慨                                                                                 | 2019年4月25日        | 2019年4月24日        | 978-4-04-107421-3    | あとがきが削除され、 宇野常寛による解説が挿入されている。                                                                                       |
| 9                    | 涼宮ハルヒの分裂                | 涼宮ハルヒの分裂              | 涼宮ハルヒの分裂                                                                                 | 2019年5月25日        | 2019年5月24日        | 978-4-04-107422-0    | あとがきが削除され、 岩井勇気による巻末エッセイが挿入されている。                                                                               |
| 10                   | 涼宮ハルヒの驚愕                | 涼宮ハルヒの驚愕              | 涼宮ハルヒの驚愕                                                                                 | 2019年5月25日        | 2019年5月24日        | 978-4-04-107423-7    | 角川文庫版は前・後編合本されている。 あとがきが削除され、 大森望による解説が挿入されている。                                                    |
| 11                   | 涼宮ハルヒの直観                | 涼宮ハルヒの直観              | 涼宮ハルヒの直観                                                                                 | 2024年11月25日       | 2024年11月24日       | 978-4-04-111430-8    | あとがきが削除され、 相沢沙呼による解説が挿入されている。                                                                                       |

文庫本未収録作品
- サムデイ イン ザ レイン（『ザ・スニーカー』2006年8月号掲載） - 原作者書き下ろしのアニメ脚本
- 涼宮ハルヒの返礼（『涼宮ハルヒちゃんの憂鬱』第12巻に収録　2019年5月1日 ISBN 978-4-04-107906-5）

## 関連メディア

### テレビアニメ

#### 涼宮ハルヒの憂鬱
2006年4月から7月にかけて、『涼宮ハルヒの憂鬱』と題して放送された。全14話。原作第1巻『憂鬱』に加え、第3巻『退屈』・第5巻『暴走』・第6巻『動揺』の一部に沿った内容と、原作者脚本によるオリジナル・ストーリー（「サムデイ イン ザ レイン」）から構成される。
2009年4月からは、2006年の放送分に新エピソード（原作第2巻『溜息』、第3巻『退屈』・第5巻『暴走』の一部に沿った内容）を加えた全28話が時系列に沿って放送された。

#### 長門有希ちゃんの消失
ぷよによるスピンオフコミック『長門有希ちゃんの消失』のアニメ化となる。2015年4月から7月までTVアニメとして放送された。10月には原作コミックスにOVAが発売された。OVA含め全17話。

### 劇場版
2010年2月6日に劇場版アニメ『涼宮ハルヒの消失』が公開された。テレビアニメ版の流れを汲みつつ、原作第4巻『消失』の内容を映像化したもの。

### Webアニメ

#### 涼宮ハルヒちゃんの憂鬱
2009年2月から5月にかけてYouTube上で配信されたWebアニメ。ぷよによるスピンオフコミック『涼宮ハルヒちゃんの憂鬱』のアニメ化である。

#### にょろーん☆ちゅるやさん
2009年2月から5月にかけてYouTube上で配信されたWebアニメ。えれっとによるスピンオフコミック『にょろーん☆ちゅるやさん』のアニメ化である。

## 漫画

### 『涼宮ハルヒの憂鬱』（みずのまこと版）
みずのまことによる漫画化作品。『月刊少年エース』2004年5月号より連載開始、同年12月号で終了となった。
単行本は全1巻だが絶版のため、通常の書店での入手は完全に不可能である。また、2004年9月号掲載分（5話）までは単行本に収録されているが、以降の未収録分についての単行本化は無いことを、後にみずのが自身で運営していたブログで公言している。他方で角川書店はこの「みずのまこと版」について連載終了以降はさながら「最初から全く存在していない」という扱いを徹底しており、また打ち切り以後に関係者が表でこの「みずのまこと版」を語ったこともなく、打ち切りの真相については説や噂の域を出るものは無い。
1巻には原作第1巻『憂鬱』の半分と原作第3巻『退屈』収録の「涼宮ハルヒの退屈」、「笹の葉ラプソディ」が収録されている。時系列順に話が展開されていない（『憂鬱』の間に「笹の葉ラプソディ」、「涼宮ハルヒの退屈」という順に収録されている）。
この「みずのまこと版」については、ジャーナリストの安藤健二が独自に取材・分析を行った内容が、安藤の著書『封印作品の憂鬱』（洋泉社）に収録されている。これによると、当時の角川グループ内で外様扱いされていた角川スニーカー文庫発の作品であったため冷遇されていた原作が、アニメ化が決定したためにわかに注目され、メディアミックス戦略の一環としてより原作にフィットした漫画家に変更する意向があったのではないかと、安藤は推測している。「連載中にみずのが、性的描写を含む『ハルヒ』の同人誌を発売したため」という説もあったが、安藤が入手して確認した当該同人誌（『悠々自適』）はソフトな内容であり、その説は的はずれとして否定されている。他方では、同人誌の内容の如何や出版社の販売戦略を言う以前に、連載期間中に『ハルヒ』の二次創作である同人誌を発行したことそれ自体が契約違反となり、契約と連載の打ち切りの原因になったという説も存在しており、たとえば古書や同人誌の専門店であるまんだらけの当該同人誌の紹介文では、同書にまつわるいわくとしてこの説に言及している。上述のとおり本作におけることの真相は定かではない。みずのまことが同人誌を書いた時点で、それを禁止する契約があったことを確認できる事実はなく、それ以後になって、そのような同人誌の出ることを問題視した角川側が厳しく条項を定めた契約を作ったという事実も確認できない。だが、すくなくとも、いつの時点からか角川がそういうことを禁止する契約を漫画家とかわすようになっていることは以下立証されている。ハルヒシリーズに直接かかわってはいないものの、同じく角川書店によって本作（みずのまこと版）よりも後に展開されたメディアミックス企画『ストライクウィッチーズ』において、その漫画化作品の1つを担当していた京極しんが、雑誌連載末期に自身のブログの中で、自らが漫画化を担当している作品の二次創作で同人イベントに参加するのは困難であることや、商業連載で描いた『ストライクウィッチーズ』のキャラクターについて連載終了後には一切描くことができなくなるであろうという旨のことを記しており、つまりは漫画化作品の連載に際して角川書店と交わす契約で、漫画家には自身が漫画化を担当した作品・キャラクターを利用した同人活動や二次創作について厳しい制限が義務付けられている事を暗に示唆している。

#### 既刊一覧
- 谷川流（原作）・みずのまこと（作画） 『涼宮ハルヒの憂鬱』 角川書店〈角川コミックス・エース〉、2004年9月1日初版発行（8月27日発売[98]）、ISBN 4-04-713658-1

### 『涼宮ハルヒの憂鬱』（ツガノガク版）
ツガノガクによる漫画化作品。『月刊少年エース』2005年11月号より連載開始。また『月刊少年エース』増刊『エースアサルト』でも2007年SUMMER号より読切を連載していたが2009年SPRING号で『エースアサルト』の刊行が終了したことにより連載終了した。『月刊少年エース』では連載を継続していたが、ストーリーが原作（2013年9月現在の最新刊である涼宮ハルヒの驚愕の最後まで）に追いついてしまったことから、2013年11月号にて『第一部完』と題してひとまずの最終回を迎えた。ただし、最終回後に月刊少年エース2014年2月号にて涼宮ハルヒの驚愕の初回限定盤特典冊子『涼宮ハルヒの秘話』に収録された『Rainy Day』のエピソードをコミカライズしたものが掲載されている。
単行本20巻の刊行に際しても第一部完と称しており、後の展開に含みをもたせている。またアニメ公式ファンブック「涼宮ハルヒの公式」等に番外編を掲載している。
上述の「みずのまこと版」で漫画化されている部分も含めて完全に仕切り直しの内容となった。また、原作やアニメ（2006年版）とも異なり、ほぼ時系列順に話が展開されている。また、アニメ版でのオリジナル脚色が取り入れられているエピソード、漫画オリジナルのエピソードもある。
連載当初は、ストーリー展開が大きく異なる（故の矛盾がある）個所や、アニメとキャラクターデザインの違い（キョン・長門・朝倉など）などが多数見られたが、単行本2巻の巻末話からアニメ版に準拠したキャラクターデザインで描かれるようになり、現在は原作ともほぼ同じストーリー、同じデザインとなっている。また、パラレル番外編という、パラレルワールドを描いた漫画オリジナル作品が描かれる。
既刊8巻の時点で累計発行部数は350万部を突破している。

#### 既刊一覧
- 谷川流（原作）・ツガノガク（作画） 『涼宮ハルヒの憂鬱』 角川書店〈角川コミックス・エース〉、全20巻
  1. 2006年4月26日初版発行（4月21日発売[102]）、ISBN 4-04-713811-8
    - 原作第1巻『憂鬱』

  2. 2006年6月26日初版発行（6月22日発売[103]）、ISBN 4-04-713831-2
    - 原作第1巻『憂鬱』

  3. 2006年12月26日初版発行（12月21日発売[104]）、ISBN 4-04-713885-1
    - 原作第3巻『退屈』

  4. 2007年6月26日初版発行（6月22日発売[105]）、ISBN 978-4-04-713923-7
    - フィギュア付属限定版：2007年6月9日発行、ISBN 978-4-04-900784-8
    - 原作第3巻『退屈』

  5. 2007年10月26日初版発行（10月24日発売[106]）、ISBN 978-4-04-713981-7
    - 原作第5巻『暴走』収録の「エンドレスエイト」と原作第2巻『溜息』の半分

  6. 2008年5月26日初版発行（5月22日発売[107]）、ISBN 978-4-04-715061-4
    - 原作第2巻『溜息』の残り半分と原作第6巻『動揺』収録の「ライブアライブ」

  7. 2008年12月26日初版発行（12月20日発売[108]）、ISBN 978-4-04-715148-2
    - 前半が原作第5巻『暴走』収録の「射手座の日」、後半が原作第4巻『消失』

  8. 2009年3月26日初版発行（3月24日発売[109]）、ISBN 978-4-04-715208-3
    - 原作第4巻『消失』

  9. 2009年7月25日初版発行（7月22日発売[110]）、ISBN 978-4-04-715269-4
    - 原作第4巻『消失』

  10. 2009年10月26日初版発行（10月22日発売[111]）、ISBN 978-4-04-715302-8
    - 前半が原作第6巻『動揺』の「ヒトメボレLOVER」、後半は原作第5巻『暴走』収録の「雪山症候群」の半分

  11. 2010年4月26日初版発行（4月21日発売[112]）、ISBN 978-4-04-715429-2
    - 原作第5巻『暴走』収録の「雪山症候群」の残り半分と原作第6巻『動揺』収録の「猫はどこに行った？」

  12. 2010年10月26日初版発行（10月22日発売[113]）、ISBN 978-4-04-715544-2
    - 原作第7巻『陰謀』のプロローグ、原作第6巻『動揺』の『朝比奈みくるの憂鬱』、原作第8巻『憤慨』の『編集長★一直線！』の一部

  13. 2011年2月26日初版発行（2月23日発売[114]）、ISBN 978-4-04-715656-2
    - 原作第8巻『憤慨』の『編集長★一直線！』の残りと原作第7巻『陰謀』の一部

  14. 2011年5月26日初版発行（5月24日発売[115]）、ISBN 978-4-04-715698-2
    - 原作第7巻『陰謀』の一部

  15. 2011年12月26日初版発行（12月21日発売[116]）、ISBN 978-4-04-715804-7
    - 原作第7巻『陰謀』完結

  16. 2012年3月26日初版発行（3月17日発売[117]）、ISBN 978-4-04-120185-5
    - 原作第8巻『憤慨』の『ワンダリング・シャドウ』と原作第9巻『分裂』の一部

  17. 2012年11月26日初版発行（11月21日発売[118]）、ISBN 978-4-04-120459-7
    - 原作第9巻『分裂』の残り全部と原作第10巻『驚愕・前』の一部

  18. 2013年3月26日初版発行（3月19日発売[119]）、ISBN 978-4-04-120644-7
    - 原作10巻『驚愕・前』の大部分

  19. 2013年6月26日初版発行（6月21日発売[120]）、ISBN 978-4-04-120741-3
    - 原作10巻『驚愕・前』の一部と原作11巻『驚愕・後』の大部分

  20. 2013年12月26日初版発行（同日発売[121]）、ISBN 978-4-04-120956-1
    - 原作11巻『驚愕・後』完結、『Rainy day』

#### パラレル番外編
『パラレル番外編 I シンデレラストーリーは突然に』
第8巻に掲載。「SO3社」は「世界を大いに盛り上げるためには地球を3回爆破するのもやむなし社」の略。
長門有希
涼宮ハルヒによって発掘されたアイドル。長門有希の名は、涼宮ハルヒが付けた芸名で本名不明。
デビュー後は、惑星規模で大ブレークする。発売された曲のタイトルは、「ノーリアクションガール」。
その正体は、同一時間軸上に並行して存在する世界を観測する存在であった。
涼宮ハルヒ
「SO3社」社長。
古泉一樹
「SO3社」副社長。
朝比奈みくる
「SO3社」所属アイドル。
キョン
「SO3社」雑用係。

『パラレル番外編 II みくるンダラー・ベイビー』
第8巻に掲載。
朝比奈みくる
「SOSジム」所属のボクサー。最強のチャレンジャー。「SOSジム」への恩返しのために移籍の話を受けようと考えている。
涼宮
「SOSジム」オーナー。
長門有希
最凶のチャンピオン。

『パラレル番外編 III 明治三十八年からの電信ありき、本日天気晴朗なれど波高し』
第9巻に掲載。
先生
涼宮の行動などから「坊つちやん」の構想を練る。
涼宮
近所で有名なおきゃん（お転婆娘）。「エスヲオエス團」という集団内で五次元茶の闘茶大会を行う。

### 『涼宮ハルヒの憂鬱』（中国版）
『凉宫春日的忧郁』のタイトルで、広州天聞角川動漫が中華人民共和国で発行していた『天漫』（後に『天漫・赤風』と改称）に創刊号（2011年9月号）より掲載されていた。しかし、2012年4月号より休載されることが多くなり、さらに『天漫・赤風』は2014年5月号を持って休刊したため、以降の動向は不明。Summer Zoo（夏天島工作室）という漫画制作プロダクションが担当しており、監督は姚非拉、作画は豚宝。未単行本化。

### 『涼宮ハルヒちゃんの憂鬱』
ぷよによるパロディギャグ漫画。

### 『長門有希ちゃんの消失』
『涼宮ハルヒちゃんの憂鬱』のスピンオフ。

### 『古泉一樹くんの陰謀』
ぷよによる涼宮ハルヒちゃんの憂鬱からさらに派生したパロディギャグ漫画。こちらも涼宮ハルヒちゃんの憂鬱のスピンオフだが、世界観は涼宮ハルヒちゃんの憂鬱と同一。隔月刊雑誌『アルティマエース』2012年Vol.4号（2012年4月18日発売）から2012年Vol.7号（2012年10月18日発売）まで連載された。掲載誌休刊に伴う連載終了で、全4話となっている。古泉一樹くんの陰謀はアルティマエースVol.7号の624頁において作者のぷよから涼宮ハルヒちゃんの憂鬱の単行本に収録されると告知され、涼宮ハルヒちゃんの憂鬱のコミックス第9巻に収録された。主人公は古泉一樹で、森園生、新川を交え機関内の日常をギャグ調に描いている。

### 『にょろーん ちゅるやさん』
えれっとによるパロディ4コマ漫画作品。元は同人誌として発行されていた二次創作漫画だったが、その後『月刊コンプエース』2008年11月号より2009年10月号まで連載された。全12話、全1巻。

### アンソロジーコミック
- 『涼宮ハルヒの競演 ハルヒコミックアンソロジー』2009年3月26日初版発行（3月24日発売[129]）、ISBN 978-4-04-715226-7
  - 涼宮ハルヒシリーズ初となるアンソロジーコミック。『とらドラ!』の挿絵で有名なヤスなど、総勢24名の作家の漫画及びイラストが収録されており、カバーイラストはぷよが担当している。
- 『涼宮ハルヒの祝祭 ハルヒコミックアンソロジー』2009年7月25日初版発行（7月23日発売[130]）、ISBN 978-4-04-715277-9
  - アンソロジーコミックの第2弾。『碇シンジ育成計画』の高橋脩など、25名の作家の漫画及びイラストを収録。カバーイラストはいとうのいぢが手がけている。
- 『 涼宮ハルヒの絢爛 ハルヒコミックアンソロジー』2009年12月26日初版発行（12月23日発売[131]）、ISBN 978-4-04-715346-2
  - アンソロジーコミックの第3弾（「キョン＆古泉の災難」と同時発売）。27名の作家の漫画及びイラストを収録。カバーイラストはツガノガクが手がけている。
- 『キョン＆古泉の災難 ハルヒコミックアンソロジー』2009年12月26日初版発行（12月23日発売[132]）、ISBN 978-4-04-715359-2
  - キョンと古泉をメインにおいた作品を集めた初のアンソロジーコミック。18名の作家の漫画及びイラストを収録。カバーイラストは硝音あやが手がけている。

## ゲーム

### カードゲーム
- 2010年1月にかるた集「涼宮ハルヒの憂鬱・キャラセリフかるた集」が発売された[133]。
  - 同年3月に「読み上げ+システムボイスCD」が別売りで発売された[133]。
- 2010年2月にコミュニケーションカードゲーム「涼宮ハルヒの憂鬱・コミュカ」が発売された[134]。
  - 本商品の企画・制作を担当した京都アニメーションは「みんなで一緒に遊んでコミュニケーションをとろう！」というコンセプトで商品タイトルを付けている[134]。

### コンシューマーゲーム
『涼宮ハルヒの約束』
バンダイナムコゲームス（バンダイレーベル）によるPlayStation Portable 用ソフト。2007年12月27日発売。ジャンルはアドベンチャーゲーム。
『涼宮ハルヒの戸惑』
バンプレストによるPlayStation 2 用ソフト。2008年1月31日発売。ジャンルはシミュレーション・アドベンチャーゲーム。
『涼宮ハルヒの激動』
角川書店によるWii 用ソフト。2009年1月22日発売。ジャンルは振り付けアクションゲーム。
『涼宮ハルヒの並列』
セガ によるWii用ソフト。2009年3月26日発売。ジャンルは非日常 並列アドベンチャー。
『涼宮ハルヒの直列』
セガによるニンテンドーDS 用ソフト。2009年5月28日発売。ジャンルは非日常 直列アドベンチャー。
『涼宮ハルヒの追想』
バンダイナムコゲームスによるPlayStation Portable及びPlayStation 3 用ソフト。当初は2011年3月24日発売予定であったが、2011年5月12日に発売延期となった。ジャンルはワンデルングアドベンチャー。京都アニメーション、劇場版「涼宮ハルヒの消失」製作スタッフ監修。「涼宮ハルヒの消失」の続版と言われている。
『涼宮ハルヒちゃんの麻雀』
角川書店によるPlayStation Portable用ソフト。当初は2011年2月24日発売予定であったが、2011年7月7日に発売延期となった。ジャンルは非日常系麻雀アドベンチャー。『涼宮ハルヒちゃんの憂鬱』のキャラクターを用いた麻雀ゲームとなっている。

### ソーシャルゲーム
『涼宮ハルヒの団結』
2011年6月15日に配信開始。GREE Platform専用。本ゲーム作品はユーザーが「SOS団」の一員となり、涼宮ハルヒやキョンたちと共に様々なクエストを請け負ったり、他のユーザーとのバトルなどを行っていく内容となっている。同年7月22日からはスマートフォン版のサービスも開始された。
『涼宮ハルヒの転生』
2012年6月28日に配信開始。スマートフォン / フィーチャーフォン専用。本ゲーム作品はカードバトルゲームであり、ユーザーが「SOS団」の一員となってストーリーを進めながらキャラクターカードの収集・育成し、他のユーザーやレイドボスとバトルを行っていく内容となっている。本作の特徴は、同じカードを組み合わせてカードを進化させると収集したキャラクターカードが動く仕様になっている点である。
『涼宮ハルヒの憂鬱　スタンプリー』
角川書店およびインフォ・クエストが運営、PCとフィーチャーフォン 向けに2010年12月19日公開。スマートフォン （iPhone / Android）用は2011年7月11日公開。 本ゲーム作品はリアルトレジャーゲームであり、ユーザーがスタンプを集めるといった内容となっている。

### iPhone / iPod touch
『THE DAY OF SAGITTARIUS III』
2010年2月16日に配信開始。iPhone / iPod touch専用アプリ。本作のエピソード「射手座の日」の中で登場するシミュレーションゲーム「THE DAY OF SAGITTARIUS III」を再現したゲームアプリ。角川書店は3月11日にApp Store・ゲームカテゴリ内シミュレーション・ストラテジー部門にて1位を獲得したことを発表した。同年7月16日には本ゲーム作品の難易度を低くした『THE DAY OF SAGITTARIUS III Drill Edition for iPhone』が配信された。「アニメ！アニメ！」は本ゲーム内容について、同人ゲームのような昔懐かしい雰囲気だったと評している。
『「涼宮ハルヒの憂鬱」イラスト＆パズル』
『長門有希のイラスト＆パズルfor iPad』
2010年11月10日に配信開始。本ゲーム作品はパズルゲームであり、本作および劇場版作品『涼宮ハルヒの消失』から厳選された長門有希のイラストが用意され、スライドパズルを制限時間内に解くことで完成したイラストをコレクションできるといった内容となっている。
『「涼宮ハルヒの憂鬱」イラスト＆パズル デラックス版 for iPhone』
2011年1月5日に配信開始。iPhone専用アプリ。本ゲーム作品はパズルゲームであり、本作および劇場版作品『涼宮ハルヒの消失』から厳選されたキャラクターのイラストが用意され、スライドパズルを制限時間内に解くことで完成したイラストをコレクションできるといった内容となっている。

## パチンコ・パチスロ
- CRF涼宮ハルヒの憂鬱（2014年7月導入、SANKYO）[144]
- パチスロ 涼宮ハルヒの憂鬱（2016年12月12日導入、SANKYO）[145]

## 漫画版・ゲームを含めた時系列
アニメ・漫画・ゲームを含めたタイトルを、作品内の時系列順に並べると以下のようになる。学年はハルヒの学年。
| 学年    | 時期                                     | タイトル                                                                  | 収録巻                                               |
| ------- | ---------------------------------------- | ------------------------------------------------------------------------- | ---------------------------------------------------- |
| 中学1年 | 7月                                      | 笹の葉ラプソディ（時間遡航時）                                            | 3巻『退屈』                                          |
| 中学1年 | 7月                                      | 涼宮ハルヒの消失（時間遡航時）                                            | 4巻『消失』                                          |
| 中学3年 | 不明                                     | 涼宮ハルヒの分裂（キョンの回想、夢）                                      | 9巻『分裂』                                          |
| 中学3年 | 9月                                      | Rainy Day                                                                 | 『驚愕』初回特典『秘話』                             |
| 中学3年 | 3月                                      | 編集長★一直線！（キョンの小説）                                           | 8巻『憤慨』                                          |
| 高校1年 | 4 - 5月                                  | 涼宮ハルヒの憂鬱                                                          | 1巻『憂鬱』                                          |
| 高校1年 | 6月                                      | 涼宮ハルヒの退屈                                                          | 3巻『退屈』                                          |
| 高校1年 | 7月                                      | ノウイング・ミー、ノウイング・ユー                                        | 漫画3巻 （漫画オリジナルストーリー）                 |
| 高校1年 | 7月                                      | 笹の葉ラプソディ                                                          | 3巻『退屈』                                          |
| 高校1年 | 7月                                      | ミステリックサイン                                                        | 3巻『退屈』                                          |
| 高校1年 | 7月                                      | ミステリックサインおかわり                                                | 漫画4巻 （漫画オリジナルストーリー）                 |
| 高校1年 | 7月                                      | 孤島症候群                                                                | 3巻『退屈』                                          |
| 高校1年 | 7 - 8月                                  | 涼宮ハルヒの直列                                                          | DSゲーム『直列』 （ゲームオリジナルストーリー）      |
| 高校1年 | 7 - 8月                                  | 涼宮ハルヒの並列                                                          | Wiiゲーム『並列』 （ゲームオリジナルストーリー）     |
| 高校1年 | 7 - 8月                                  | 涼宮ハルヒの直列（冒頭）                                                  | DSゲーム『直列』 （ゲームオリジナルストーリー）      |
| 高校1年 | 8月                                      | エンドレスエイト                                                          | 5巻『暴走』                                          |
| 高校1年 | 8月                                      | 野良猫シャミセンの人生観                                                  | 漫画5巻 （漫画オリジナルストーリー）                 |
| 高校1年 | 10月                                     | ゲット・イン・ザ・リング                                                  | 漫画5巻 （漫画オリジナルストーリー）                 |
| 高校1年 | 10月                                     | 涼宮ハルヒの激動                                                          | Wiiゲーム『激動』 （ゲームオリジナルストーリー）     |
| 高校1年 | 11月                                     | 涼宮ハルヒの溜息                                                          | 2巻『溜息』                                          |
| 高校1年 | 11月                                     | 涼宮ハルヒの約束                                                          | PSPゲーム『約束』 （ゲームオリジナルストーリー）     |
| 高校1年 | 11月                                     | 朝比奈ミクルの冒険 Episode 00                                             | 6巻『動揺』                                          |
| 高校1年 | 11月                                     | ショー・マスト・ゴー・オン                                                | 漫画6巻 （漫画オリジナルストーリー）                 |
| 高校1年 | 11月                                     | ライブアライブ                                                            | 6巻『動揺』                                          |
| 高校1年 | 11月                                     | サウンドアラウンド（トラック1 - トラック2）                               | ドラマCD 『サウンドアラウンド』                      |
| 高校1年 | 11月                                     | テイルズ・フロム・ザ・サウザンド・レイクス                                | 漫画6巻 （漫画オリジナルストーリー）                 |
| 高校1年 | 11月                                     | 射手座の日                                                                | 5巻『暴走』                                          |
| 高校1年 | 11月                                     | 射手座の後日                                                              | 漫画7巻 （漫画オリジナルストーリー）                 |
| 高校1年 | 11月                                     | サムデイ イン ザ レイン                                                   | 「ザ・スニーカー」2006年8月号掲載                    |
| 高校1年 | 12月                                     | 涼宮ハルヒの消失                                                          | 4巻『消失』                                          |
| 高校1年 | 12月                                     | 涼宮ハルヒの消失〜アナザーデイ〜                                          | 漫画9巻 （漫画オリジナルストーリー）                 |
| 高校1年 | 12月                                     | 涼宮ハルヒの追想                                                          | PSP&PS3ゲーム『追想』 （ゲームオリジナルストーリー） |
| 高校1年 | 12月                                     | ヒトメボレLOVER                                                           | 6巻『動揺』                                          |
| 高校1年 | 12月                                     | 雪山症候群                                                                | 5巻『暴走』                                          |
| 高校1年 | 12月                                     | 猫はどこに行った？                                                        | 6巻『動揺』                                          |
| 高校1年 | 1月                                      | レッドデータ・エレジー                                                    | 漫画11巻 （漫画オリジナルストーリー）                |
| 高校1年 | 1月                                      | あてずっぽナンバーズ                                                      | いとうのいぢハルヒ画集 『ハルヒ百花』所収            |
| 高校1年 | 1月                                      | 朝比奈みくるの憂鬱                                                        | 6巻『動揺』                                          |
| 高校1年 | 2月                                      | 涼宮ハルヒの陰謀                                                          | 7巻『陰謀』                                          |
| 高校1年 | 3月                                      | 編集長★一直線！                                                           | 8巻『憤慨』                                          |
| 高校1年 | 3月                                      | 毒々ハウスへようこそ                                                      | 漫画13巻 （漫画オリジナルストーリー）                |
| 高校1年 | 3月                                      | ワンダリング・シャドウ                                                    | 8巻『憤慨』                                          |
| 高校2年 | 4月                                      | 涼宮ハルヒの分裂                                                          | 9巻『分裂』                                          |
| 高校2年 | 4月                                      | 涼宮ハルヒの驚愕                                                          | 10巻『驚愕（前）』 11巻『驚愕（後）』                |
| 高校2年 | 5月                                      | 七不思議オーバータイム                                                    | 「ザ・スニーカーLEGEND」掲載                         |
| 番外編  | 不明 （『雪山症候群』以前）              | 涼宮ハルヒ劇場                                                            | 「ザ・スニーカー」2004年8月号掲載                    |
| 番外編  | 不明 （『雪山症候群』以前）              | 帰ってきた涼宮ハルヒ劇場                                                  | 「ザ・スニーカー」2006年6月号掲載                    |
| 番外編  | 不明 （『サムデイ イン ザ レイン』以降） | サウンドアラウンド（トラック3 - トラック9）                               | ドラマCD 『サウンドアラウンド』                      |
| 番外編  | 不明 （『陰謀』以降）                    | 涼宮ハルヒの戸惑                                                          | PS2ゲーム『戸惑』 （ゲームオリジナルストーリー）     |
| 番外編  | 不明                                     | パラレル番外編 I シンデレラストーリーは突然に                             | 漫画8巻 （漫画オリジナルストーリー）                 |
| 番外編  | 不明                                     | パラレル番外編 II みくるンダラー・ベイビー                                | 漫画8巻 （漫画オリジナルストーリー）                 |
| 番外編  | 不明                                     | パラレル番外編 III 明治三十八年からの電信ありき、本日天気晴朗なれど波高し | 漫画9巻 （漫画オリジナルストーリー）                 |

## 関連書籍

### 画集
- 『いとうのいぢ画集 「ハルヒ主義」』角川書店、2009年4月24日発売[146]、ISBN 978-4-04-854298-2
- 『いとうのいぢ画集「ハルヒ百花」』角川書店、2013年4月25日発売[147]、ISBN 978-4-04-110408-8
  - ハルヒ百花には原作者谷川流書き下ろしの小説「あてずっぽナンバーズ」が収録された。

### ファンブック
- 『OFFICIAL FANBOOK 涼宮ハルヒの観測』角川書店〈角川スニーカー文庫〉、2011年6月15日発売[148]、ISBN 978-4-04-474850-0

### 学習参考書
- 『涼宮ハルヒの憂鬱で英単語が面白いほど身につく本』出雲博樹（各・単語解説）、中経出版
  - 『涼宮ハルヒの憂鬱』本文テキストとオリジナルの英訳文を見開きで掲載し、文中に出てくる英単語やその派生語・反意語・類義語を解説した英単語参考書。
  - 上：2011年4月19日発売[149]、ISBN 978-4-8061-3970-6
  - 下：2011年4月19日発売[150]、ISBN 978-4-8061-3971-3
- 『涼宮ハルヒの憂鬱で英文法が面白いほど身につく本』中経出版、2013年4月9日発売[151]、ISBN 978-4-8061-4677-3

### アンソロジー
- 『不思議の扉 時間がいっぱい』角川文庫 、2010年3月25日発売[152]、ISBN 978-4-04-394340-1
  - 「エンドレスエイト」収録
- 『S BLUE ザ・スニーカー100号記念アンソロジー』角川スニーカー文庫、2010年6月30日発売[153]、ISBN 978-4-04-474813-5
  - 「ハルヒ劇場」収録
- 『きみが見つける物語 あこがれのハイスクールライフ！』角川書店〈角川つばさ文庫〉、2011年6月13日発売[154]、ISBN 978-4-04-631162-7
  - 「涼宮ハルヒの退屈」収録

### ライトノベル
- 新井輝（著）・こじこじ（イラスト） 『俺の教室にハルヒはいない』 角川書店→KADOKAWA〈角川スニーカー文庫〉、全4巻
  - 2013年9月1日発売[155]、ISBN 978-4-04-100719-8
  - 2014年1月1日発売[156]、ISBN 978-4-04-101169-0
  - 2014年8月1日発売[157]、ISBN 978-4-04-101653-4
  - 2015年3月1日発売[158]、ISBN 978-4-04-102573-4
    - 「谷川流超公認」[155]とされており、「ハルヒ」とは「涼宮ハルヒ」のことを指す。

## イベント
- 2006年5月4日に『涼宮ハルヒの憤慨』の発売を記念して、秋葉原デジタルハリウッド秋葉原校にて谷川流といとうのいぢによるサイン会が行われた[71]。

- 2011年5月29日に『涼宮ハルヒの驚愕』の発売を記念して、角川書店にて谷川流によるサイン会が行われた[76]。

## コラボレーション
- トレーディングカードゲーム『ドラゴン☆オールスターズ』にて、チアーズ!、めりくり、どらぱれ、涼宮ハルヒの祭典の4バージョンに本作が収録された。涼宮ハルヒの祭典は他作品を含まない本作のみのパック内容である。
- トレーディングカードゲーム『プロジェクト レヴォリューション』にて、角川書店2.0に本作が収録された。
- トレーディングカードゲーム『ヴァイスシュヴァルツ』にて、トライアルデッキ、ブースターパック、エクストラブースター、パワーアップセットの4バージョンの他作品を含まない本作のみのパック内容が発売のち、角川スニーカー文庫作品のトライアルデッキ＋とブースターパックにも本作が収録された。
- 涼宮ハルヒの驚愕とディジョンレーシングがコラボレーションを行い、SUPER GTの2011年シーズン・GT300クラスに涼宮ハルヒのイラストが配された痛車仕様の997型ポルシェ・911 GT3 RSR、「ハルヒレーシングHANKOOKポルシェ」が出場[159]。
- 仙台七夕まつりにて2011年8月6日より8日まで三日間、ハルヒの「吹き流し」が仙台・金港堂本店前に展示された[160]。
- アサヒ飲料がコーヒー飲料「ワンダ モーニングショット（缶190g）」1缶に「涼宮ハルヒ」の 限定フィギュア1体をセットにした「涼宮ハルヒの立体」をファミリーマートで2011年12月20日販売開始。限定フィギュアのラインナップは涼宮ハルヒ、涼宮ハルヒ（ドレス姿）、佐々木、長門有希、朝比奈みくるの合計5体。
- フィギュア商品のねんどろいどを題材としたPlayStation Portable用ゲームソフト『ねんどろいど じぇねれ〜しょん』にて、涼宮ハルヒシリーズのねんどろいどキャラクターが出演している。
- 2013年に角川スニーカー文庫の25周年と、ファミ通文庫の15周年を祝い、『バカとテストと召喚獣』と「バカとハルヒとコラボフェア」が催され[161]、期間中に対象の書籍を購入するとオリジナル景品が抽選で当選したり、互いの1〜3巻に文庫カバー状の特大帯がそれぞれのイラストーターを交換して描かれたりした。
- 兵庫県赤十字血液センターとのコラボで、「涼宮ハルヒ献血応援大作戦」として、期間中（2014年3月8日 - 無くなり次第終了）兵庫県内の7か所の献血ルームで献血をすると、いとうのいぢによるハルヒ×けんけつちゃんコラボポスターを貰うことが出来る[162]。7か所の中の西宮北口・にしきた献血ルームはエンドレスエイトでハルヒ達が浴衣を購入する店のモデルだった(当時は別の店)[163][164]。ポスターは2000枚用意され、兵庫県内の献血実績は初日は目標の155.2%、3月8日から19日までの12日間の平均は114.8％で2日を除いて目標比100%越えという好成績だった[165]。
- 日本一ソフトウェアの『神様と運命覚醒のクロステーゼ』のサブシナリオに涼宮ハルヒが登場するコラボレーション[166]。
- DMM GAMESと角川スニーカー文庫30周年のタイアップで、対象タイトル8作中、7作でコラボレーションする[167]。
  - 『神姫PROJECT』で降臨戦イベント「SOS!幻想冒険譚!!」や、コラボ記念ガチャに神姫『SSR 涼宮ハルヒ』・『SR 長門有希』・『R 朝比奈みくる』が実装された[168]。
  - 『戦乱プリンセス』で「魔装学園H×H」「レンタルマギカ」と共に涼宮ハルヒシリーズからは長門有希がガチャに実装され、キャラクターを入手するとスチルイラスト付きのオリジナルストーリーが見ることができた[169]。
  - 『オトギフロンティア』で「フリーライフ 異世界何でも屋奮闘記」・「魔装学園H×H」と共にフルボイスのイベント「この中にオトギ星人がいたらあたしのところにきなさい。以上!」が開催され、コラボガチャに涼宮ハルヒシリーズからは『涼宮ハルヒ』『長門有希』『朝比奈みくる』が実装された[170]。
  - 『DEAD OR ALIVE Xtreme Venus Vacation』で「魔装学園H×H」・「俺の脳内選択肢が、学園ラブコメを全力で邪魔している」と共に作品をモチーフにしたコラボスタジオや、涼宮ハルヒシリーズのポーズカード、“SOS団”が通う学校のセーラー服型の専用水着が「SOS団コーデガチャ」として実装された[171]。
  - 『アイドルうぉーず 〜100人のディーバと夢見がちな僕〜』で一人4回限定で引けた「めがっさ!鶴屋さん確定ガチャにょろよっ!ガチャ」で鶴屋さんの限定カードが必ず貰えたり、「スニーカー文庫コラボ 10連ガチャ」を引くと涼宮ハルヒシリーズの衣装を着た本ゲームのキャラクターが入手でき、またコラボガチャを引くことで手に入るコラボメダルを一定枚数集める限定コラボちびドルが得られた[172]。
  - 『ブレイヴガール レイヴンズ』でランクR以上のユニットが必ず獲得できる「SOS団員募集」を開催しユニット『長門有希（UR+ランクのみ）』・『涼宮ハルヒ（R〜SSR+ランク）』・『朝比奈みくる（R〜SSR+ランク）』を実装、またステージ「涼宮ハルヒの来訪」・「冒険でしょでしょ？」、デイリー任務「世界を大いに盛り上げろ！」「ハレ晴レユカイ」を開催[173]。
  - 『戦国プロヴィデンス』で「ムシウタ」「レンタルマギカ」と共に涼宮ハルヒシリーズからは戦姫『朝比奈みくる』がガチャに実装された[174]。
- 2019年11月26日から同年12月20日までシャドウバースとのコラボキャンペーンが開催された[175]。
- ROLANDの書籍出版を記念し、コラボグッズが受注販売された[176][177]。
- KRAFTONの『PUBG MOBILE』で本作とコラボして、ヒロイン3人の衣装スキンやSOS団のボイスカードなどが提供された[178]。
- StudioZの『エレメンタルストーリー』で角川スニーカー文庫とのコラボとして「お見合いしたくなかったので、無理難題な条件をつけたら同級生が来た件について」「ひげを剃る。そして女子高生を拾う。」と共にコラボ召喚～日常編～にて涼宮ハルヒシリーズからは『涼宮ハルヒ』『朝比奈みくる』『長門有希』『キョン』『古泉一樹』『鶴屋さん』が登場、また水着バージョンの限定スキンが含まれるコラボ限定スキンパックの販売や、ログインボーナスとして『朝比奈みくる(大人)』の配布等が行われた[179][180]。
- ルーデルの『ドラゴンエッグ』で角川スニーカー文庫とのコラボとして「この素晴らしい世界に祝福を!」「マジカル★エクスプローラー エロゲの友人キャラに転生したけど、ゲーム知識使って自由に生きる」「真の仲間じゃないと勇者のパーティーを追い出されたので、辺境でスローライフすることにしました」と共にコラボレーションイベントが行われ、ペアキャラクターのコラボ限定ガチャに「ハルヒ＆アクア」「長門＆めぐみん」、サポートキャラクター「縁の下の力持ち スニーカーコラボガールズ」に他作品キャラとセットで「朝比奈みくる」、他にもアバターとして本作のキャラが登場した[181]。
- 角川スニーカー文庫の「時々ボソッとロシア語でデレる隣のアーリャさん」のTVアニメ化決定を記念し、いとうのいぢによるコラボイラストが公開された[182]。